# 巴黎之腹
《巴黎之腹》（法語：Le Ventre de Paris，[lə vɑ̃tʁ də paʁi]）是爱弥尔·左拉20部长篇小说系列《卢贡-马卡尔家族》中的第三部小说，发表于1873年。其场景设置于巴黎大堂（Les Halles）内部和周围，这里是19世纪巴黎庞大而繁忙的中心市场。这座在法兰西第二帝国时期用铸铁和玻璃重建的建筑，是这座城市现代化的标志性建筑，是繁荣的食品业的批发和零售中心。《巴黎之腹》是左拉的第一部完全关于工人阶级的小说。
主角弗洛朗是一名在逃的政治犯，在1851年法国政变后之后被错误地逮捕。他逃回同父异母的弟弟，猪肉店老板格尼（Quenu）和弟媳丽莎·马卡尔身边避难。他们给他在市场上找了一份海鲜市场巡视员的工作。最后，弗洛朗再次被捕并被驱逐出境。
虽然左拉在这部小说还没有像在《小酒店》里那样熟练掌握工人阶级的语言和习语，但仍传达了一种巨大的巴黎大堂里的生活氛围和工人阶级的苦难，有许多生动的描述段落。书中的画家克罗德（Claude Lantier）是马卡尔家族的亲戚，后来成为《杰作》（1886年）的主角。